# リユニオン・タワー
リユニオン・タワー (Reunion Tower) は、アメリカ合衆国テキサス州ダラスにある561 ft (171 m)の展望塔。ダラス市内の最もよく知られるランドマークの1つとなっている。ダラス中心部のリユニオン地区のリユニオン・ブールヴァ―ド300番地に位置する。ハイアット・リージェンシー・ホテルの施設の一部であり、ダラス市内で15番目に高い建造物である。当初独立した建物であったが、1998年、ハイアット・リージェンシー・ダラスが増築して接続した。リユニオン・タワーは建築事務所ウェルトン・ベケット&アソシエイツが設計した。

## 経緯
1978年2月2日、リユニオン地区にハイアット・リージェンシー・ダラスと共にリユニオン・タワーが完成し、地元で「ザ・ボール」と呼ばれるようになった。都市再開発の一環で、アムトラック、ダラス高速運輸公社、トリニティ・レールウェイ・エクスプレスが乗り入れ、ダラス・フォートワース国際空港やフォートワースと繋ぐ歴史的ユニオン駅の改修も行なわれた。
M・M・サント建設会社がプロジェクトを請け負った。
開業当初、ウェスティングハウス・ブロードキャスティングが一時的に所有していたラジオ局KOAX-FM(現KRLD-FM)が入居しており、「500 ft (150 m)上空から24時間生中継」と放送していた。電波塔ではないため、連邦通信委員会データベースには掲載されていない。
2007年11月16日、大がかりな改修のため閉鎖し、2009年2月9日、レストラン階を再開した。2013年10月5日、35周年に合わせて展望台が再開した。
ディーリー・プラザやケネディ大統領暗殺事件現場から約1,000 ft (300 m)に位置する。

## 構造

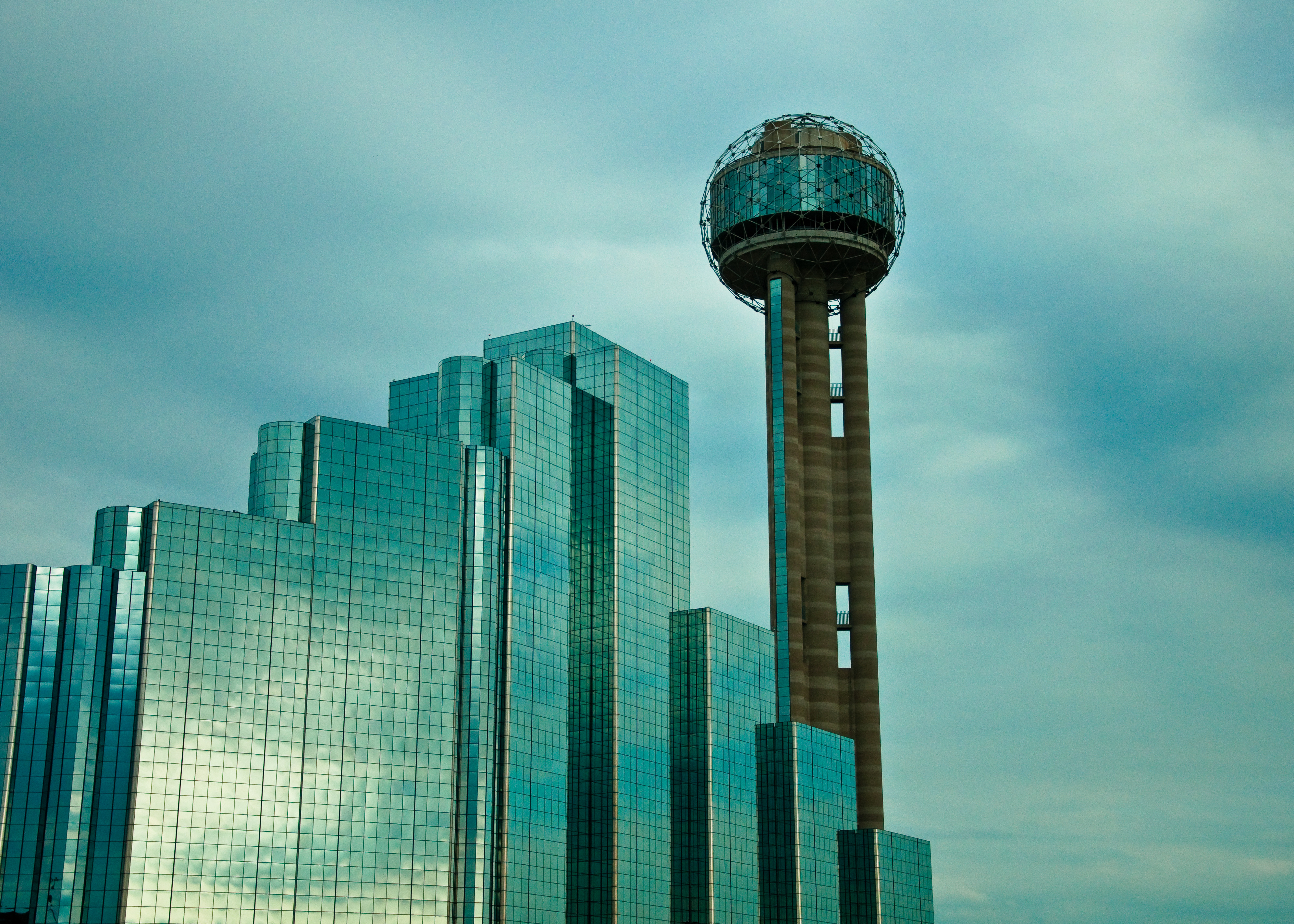
ハイアット・リージェンシー・ダラスより高いリユニオン・タワー

打放しコンクリートの4つのエレベーター・シャフトの上部に3階建ての円形の建物があるタワーである。中央の円筒軸には階段および配線が収納されている。中央の円筒筒と並行の3つの角型のシャフトにはエレベーターがある。各シャフトの表面はガラスパネルで覆われ、エレベーターが昇降する68秒間にダラスの景色を見ることができる。2008年の改修前、1階に展望台、2階に床が水平に旋回するレストラン「アンタレス」、3階にクラブ「ザ・ドーム」があった。これらのフロアはアルミニウムの支柱で形成された屋外のジオデシック・ドームの中にある。支柱の260カ所の交点は中央に照明を設置した円形アルミニウムで覆われている。
夜間にはこのドームはアルトマン・ライティングおよびフィリップス・ソリッド・ステート・ライトニングのカラー・キネティクス部門により製作された259個のカスタムLED照明が点灯する。ダラスのLED照明会社ウィーダマークが中心となってこの照明の改修、設置、プログラミングを行なっている。当初の照明は従来の白熱電球でそれぞれ130ワットの電力を使用していた。新たなLED照明システムは5分の1以下の電力で色を変え、アニメーションができる。ポイントごとの電力は平均的な常夜灯1つ分、最も明るい場合は2つ分に抑えられる。

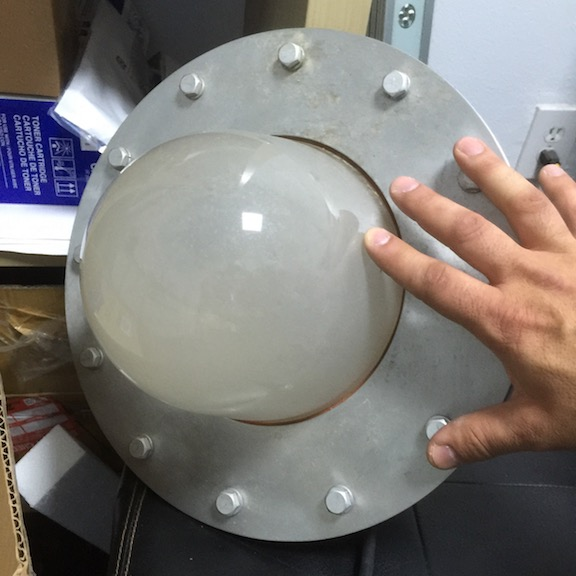
ドーム内のRGB LED単体

暑さ3/4インチの磨りガラスでカバーされた赤、緑、青が組み合ったRGBLEDライトが設置されている。それぞれ直径16インチ近くととても大きいが、携帯電話の画面のピクセルと同様に作動する。赤、緑、青の明度を変えることにより、ピンクや紫から白まであらゆる色を作り出すことができる。球体上のこれらの色を流動的に動かすことにより、アニメーションなどの動きを見せることができる。全259個の照明装置はカラー・キネティクスのハードウェアでコントロールされ、コンピューターにより球体上に様々なパターンや色が表現される。通信プロトコルDMX512が照明の制御に使用されている。各装置は重さ20パウンドで、ステンレス鋼で作られている。ダラスのスカイラインの象徴的ランドマークとなっているだけでなく、クリスマスに合わせた色やアニメーション、聖パトリックデーには緑、国のイベントには赤・白・青など、市内のイベントやホリデーに合わせてライトニングされる。2015年6月26日、合衆国最高裁判所で同性婚が認められたオーバーグフェル対ホッジス裁判の際にはレインボーカラーにライトアップされた。

## アトラクション

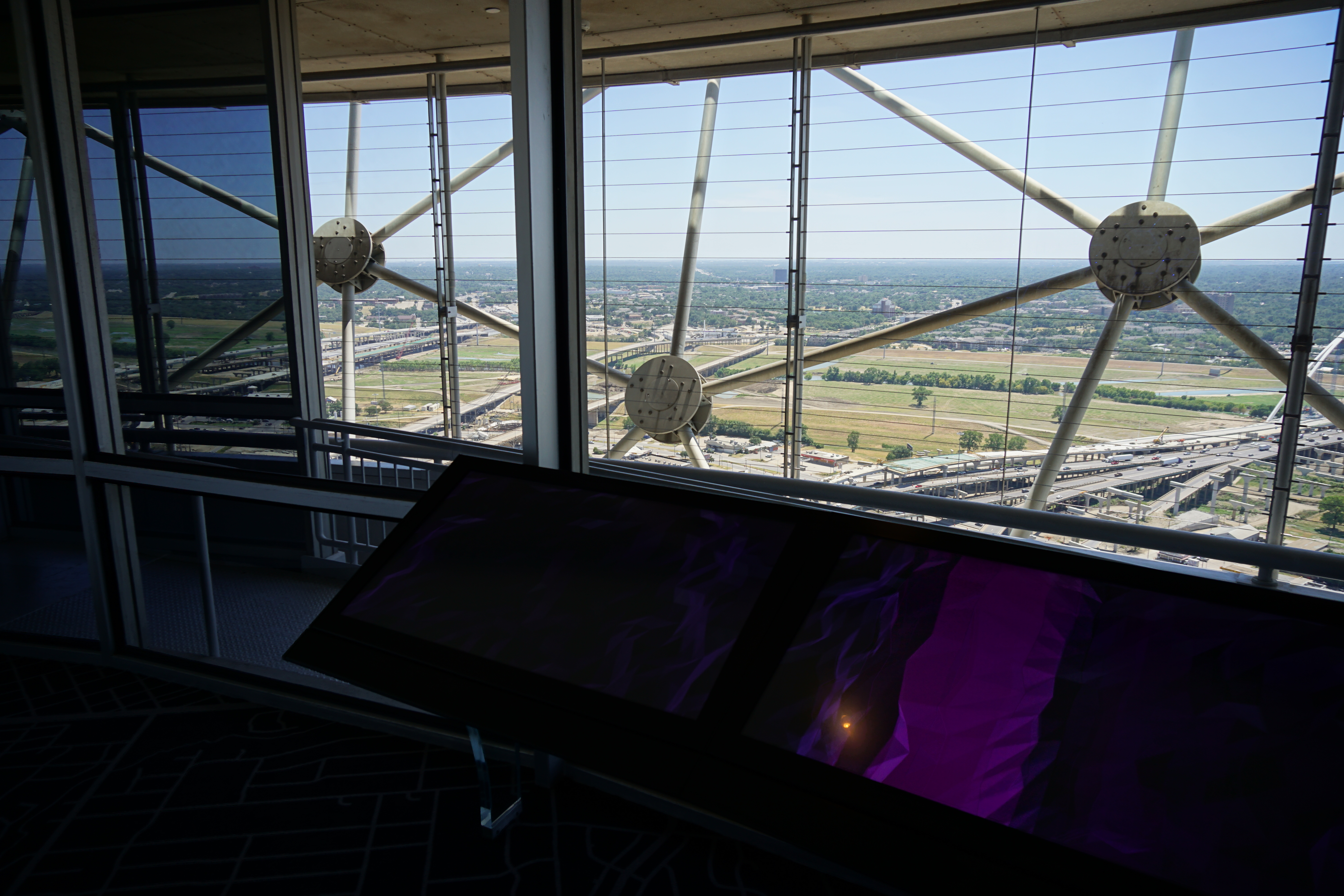
展望台ジオデッキからの眺め

2009年2月11日、セレブリティ・シェフのウルフギャング・パックが最上階に旋回式高級レストラン「ファイブ・シックスティ」を開店した。「ファイブ・シックスティ」の名は塔の高さに因んだものである。中階はユニオン駅近くに構えるウルフギャング・パック・ケータリングが管理するイベントフロアとなった。
11年後の2020年4月、コロナ禍のあおりを受けてファイブ・シックスティは閉店した。
展望台のフロアは「ジオデッキ」と呼ばれる。内部にはリユニオン・タワーを含むダラスのランドマーク、1963年11月22日に起こったケネディ大統領暗殺事件に関する展示、高解像度カメラによるライヴ中継などがある。また各方向に向かう望遠鏡もある。
展望台に繋がるクラウド・ナイン・カフェは床が緩やかに旋回し、360度景色を眺めることができる。
下階のギフト・ショップのカレイドスコープはリユニオン・タワー、ダラス、テキサスなどに関するお土産が販売されている。

## メディア
- 1978年、CBSの長編連続ドラマ『ダラス』のオープニング映像に登場した。
- 1979年、『ダラス』第2シーズンのセットとなった。完成してから6ヶ月しか経っていなかった。
- 1980年、ブルース・デイヴィソン主演映画『The Lathe of Heaven』で未来派グループのシンボルとして登場した。
- 1986年、アクション映画『地獄のエージェント/緊急指令"究極兵器を追え!（英語版）』のフィナーレのセットとなった。
- 1987年、ピーター・ウェラー主演映画『ロボコップ』の設定はミシガン州デトロイトであったが当タワーが登場した。
- 1993年-2001年、連続ドラマ『炎のテキサス・レンジャー』の複数のエピソードに登場した。
- 1997年、アナベラ・シオラ主演テレビ映画『アステロイド/最終衝撃』後半オープニングにおいて、ダラスに流星物質が降り注いで突然崩壊する。当タワーが崩壊する唯一の著名な映画である。
- 2011年、テレンス・マリック監督映画『ツリー・オブ・ライフ』に登場した。
- 2014年、エンターテイメント・グループのDude Perfectのビデオ『Reunion Tower Shot』に登場した。
- 2014年、ドラマ『ホルト・アンド・キャッチ・ファイア（英語版）』第1シーズンのエピソード「High Plains Hardware」に登場した。
- 2015年、『The Amazing Race 26』シーズン・フィナーレに登場した。

## ギャラリー

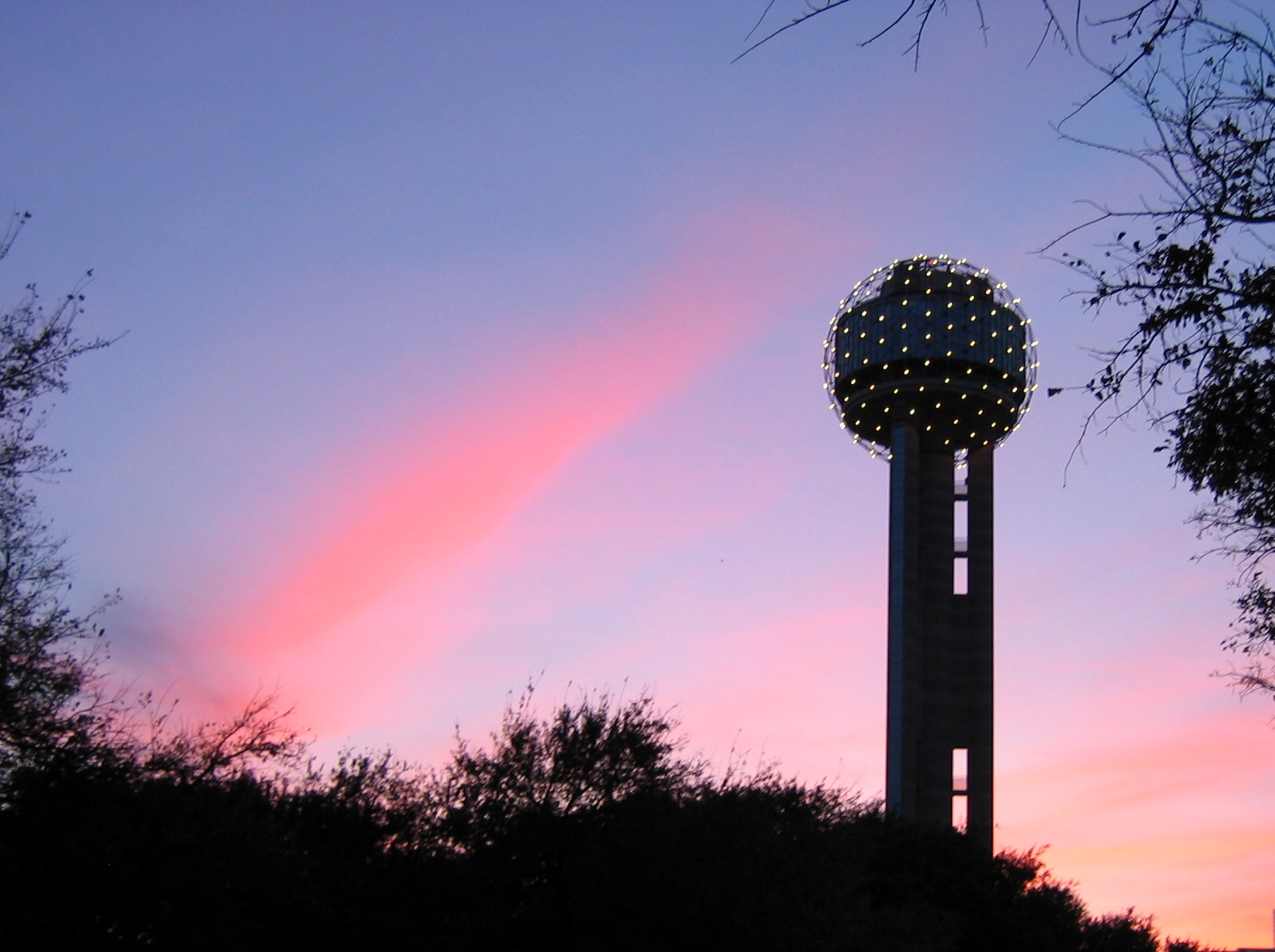
Reunion Tower - Dallas, USA
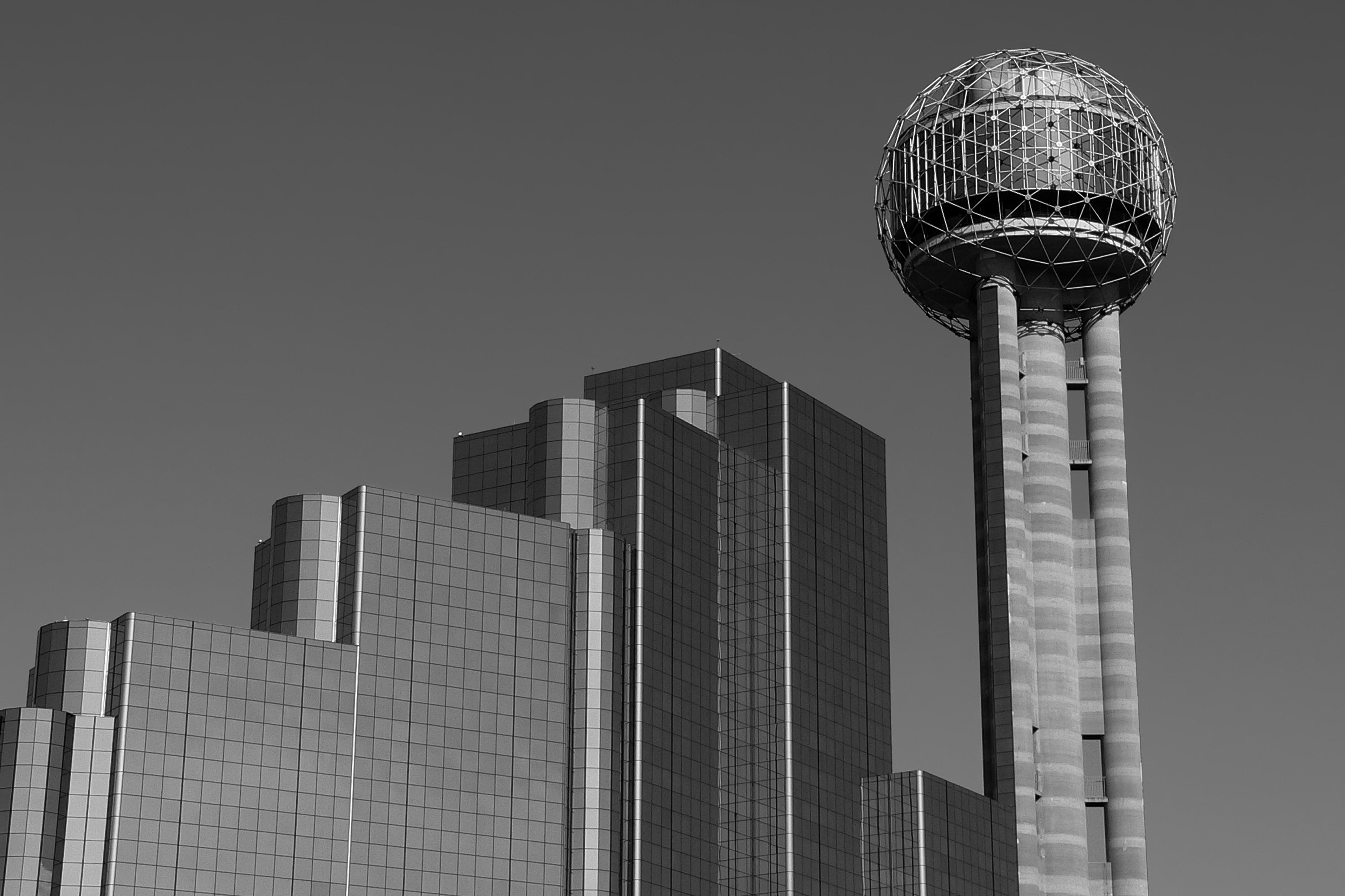
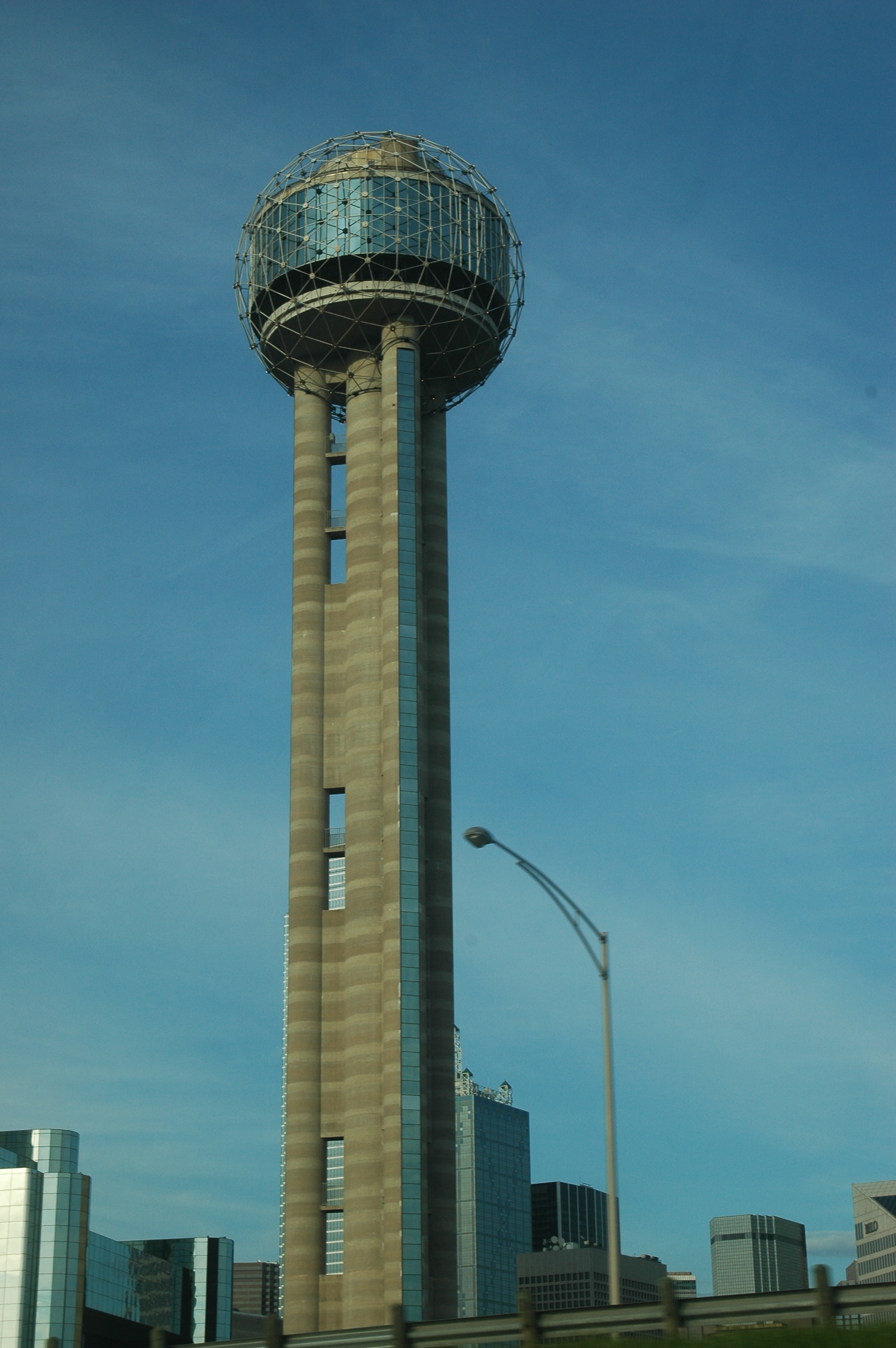
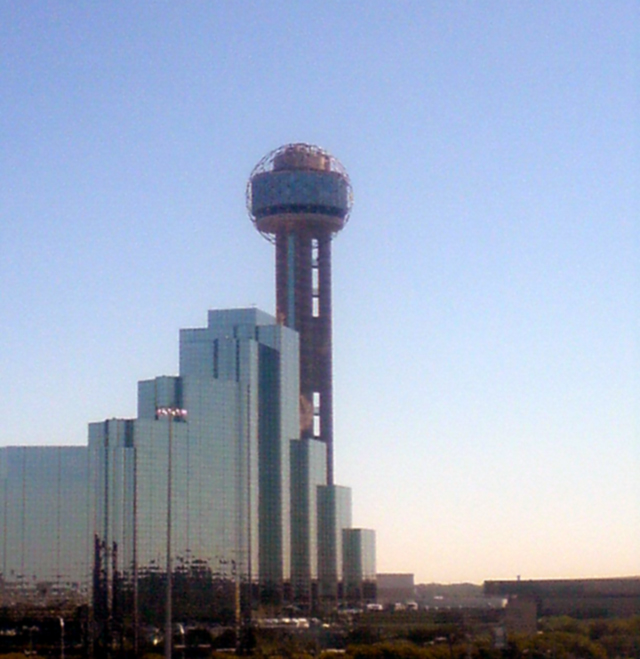
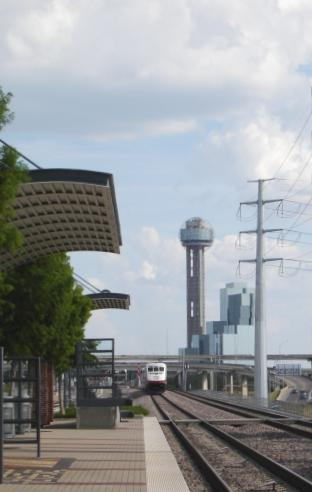
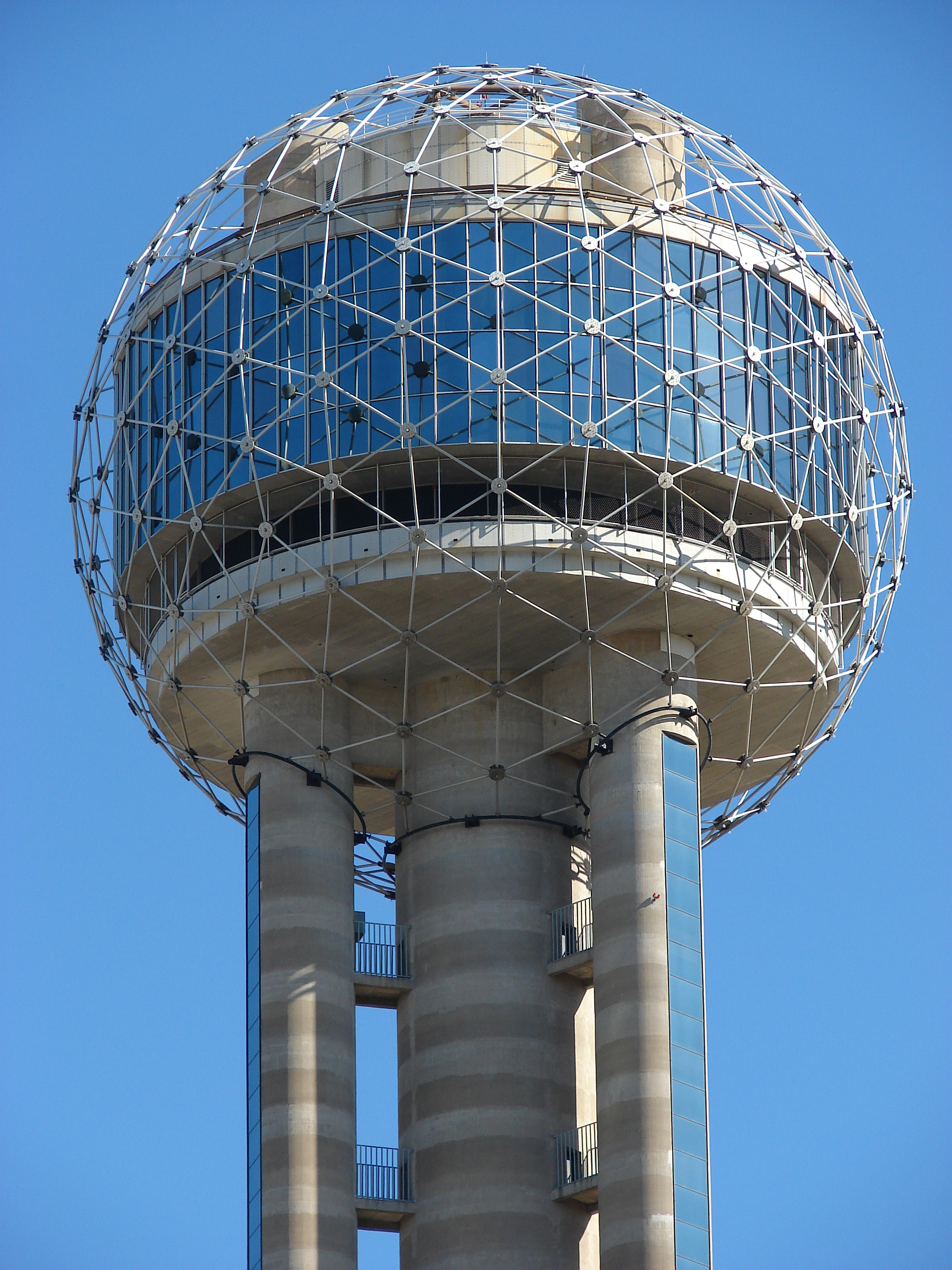
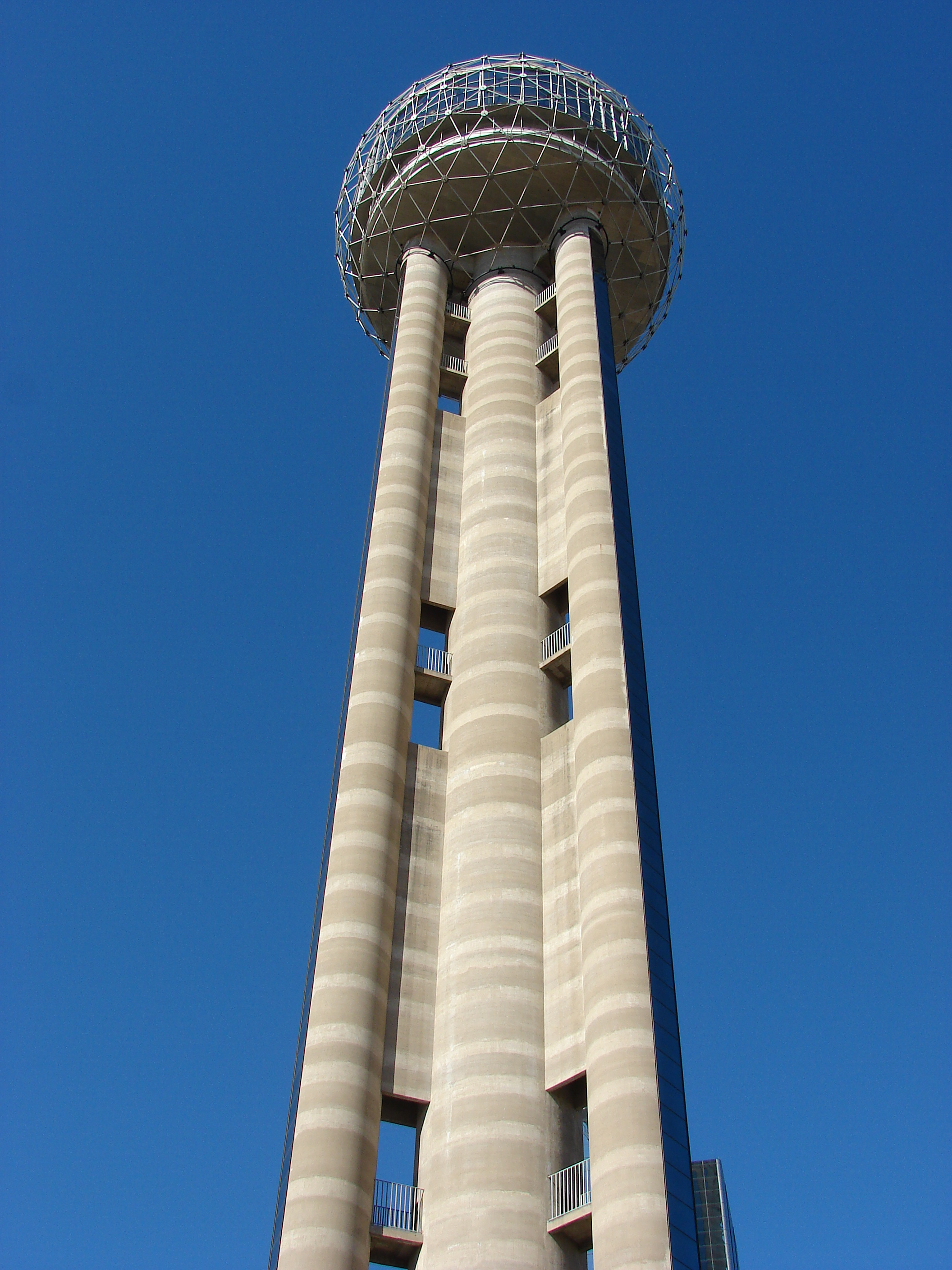
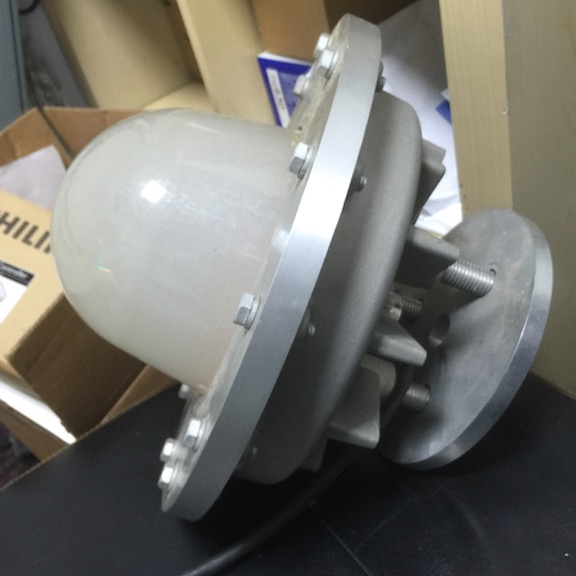
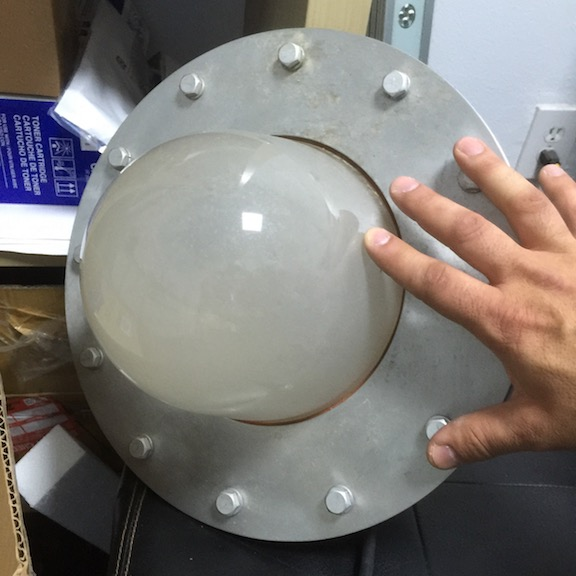